# Julius von Kennel

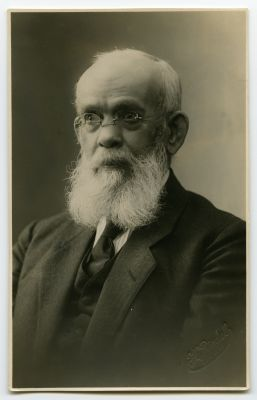
Julius von Kennel

Julius Thomas von Kennel (* 10. Juni 1854 in Schwegenheim bei Germersheim; † 24. Januar 1939 in München) war ein deutscher Zoologe und Entomologe (Lepidopterologe).

## Leben
Julius von Kennel studierte in Würzburg, im Schülerkreis des Zoologen und Forschungsreisenden Karl Semper, später wurde er in Kiel Assistent des Ökologen Karl August Möbius. Während seines Studiums wurde er Mitglied der Akademisch-Musikalischen Verbindung Würzburg. Nach seiner Habilitation begann er seine akademische Karriere zunächst an der Universität Würzburg. 1882/1883 besuchte im Rahmen einer Forschungsreise die Insel Trinidad, Venezuela und das Gebiet des Orinoco und seiner Nebenflüsse. Später dozierte er an der Forstakademie Aschaffenburg. Er galt als profunder Kenner der Kleinschmetterlinge (Microlepidoptera), besonders der Familie der Wickler (Tortricidae). Von 1887 bis 1915 war er ordentlicher Professor für Zoologie an der Kaiserlichen Universität Dorpat und ab 1922 Direktor des Zoologischen Museums von Riga (Lettland). Im Jahr 1925 wurde er zum Mitglied der Leopoldina gewählt.

## Schriften
- Julius von Kennel: Lehrbuch der Zoologie. Ferdinand Enke, Stuttgart 1893. (678 Seiten)
- Julius von Kennel u. a.: Studien über sexuellen Dimorphismus: Variation und verwandte Erscheinungen. Druck von C. Mattiesen, 1896. (64 Seiten)
- Julius von Kennel: Die Palaearktischen Tortriciden, eine monographische Darstellung (= Zoologica. Heft 54). E. Schweizerbart’sche Verlagsbuchhandlung, Stuttgart 1921. (742 Seiten) (archive.org) (gilt als das Hauptwerk)
- Julius von Kennel: Ueber Ctenodrilus Pardalis Clap, Ein Beitr. Zur Kenntniss Der Anatomie Und Knospung Der Anneliden. 1923.
- Julius von Kennel: Die Verwandtschaftsverhältnisse der Arthropoden. K. F. Koehler, 1891. (48 Seiten)
- Julius von Kennel: Biologische und faunistische Notizen aus Trinidad. 1883. (28 Seiten)
- Julius von Kennel: Über Theilung und Knospung der Thiere. 1887. (60 Seiten)